# Mack Horton
Mackenzie "Mack" Horton (Melbourne, 25 de abril de 1996) é um nadador australiano, campeão olímpico.

## Carreira

### Rio 2016
Horton competiu na natação nos Jogos Olímpicos de Verão de 2016 conquistando a medalha de ouro nos 400 m livre.